# Tagbanwa
Tagbanwa, também chamada  Apurahuano, é um dos sistemas de escrita indígenas das Filipinas. É usada pelas línguas tagbanwa (Aborlan, Calamiana e Central) que são línguas austronésias) faladas por cerca de 8 mil pessoas nas áreas do norte de Palawan do povo tagbanwa. Os mais jovens dessa etnia aprendem a língua tagalo e o Cuyonon, estando essas língua em extinção.

## Línguas próximas
As escritas aproximadas à Tagbanwa são Baybayn, Batak, Buhid, Escrita hanuno'o, Lontara, Sundanesa, Rencong, Rejang, Kawi.

## Origens
A escrita Tagbanwa foi usada nas Filipinas desde o século XIII até o século XVII. É muito relacionada à Baybayin, e teria se originado da escrita kawi da Java, Sumatra e Bali e descende por sua vez da escrita Pallava Grantha, uma das escritas do sul da Índia derivadas da escrita brami.

## Características
Tagbanwaé um alfabeto silábico no qual cada consoante carrega uma vogal inerente (no caso /a/. Outras vogais são indicadas por diacríticos ou por letras adicionais. Quando as vogais aparecem no início de palavras, elas têm seus próprios símbolos (separados de consoantes). 
Tradicionalmente, a escrita Tagbanwa era gravada, escrita, em colunas verticais de baixo para cima, esquerda para direita. Porém, é liga em textos da esquerda para a direita em linhas horizontais.
São 48 símbolos, sendo três para vogais – A, I, U; mais 45 sílabas, combinação das 15 consoantes (K, M, G, Ng, T, D, N, P, B, Y, R, L, W, S, H) com as três vogais citadas.
|  |

## Unicode
A escrita Tagbanwa foi incluída no Padrão Unicode em março de 2002 na sua versão 3.2. Os blocos Unicode são U+1760 ... U+177F.  Na tabela Unicode os pontos em cor cinza são de símbolos não confirmados.